# Smółka (roślina)
Smółka (Viscaria Röhl) – rodzaj roślin należący do rodziny goździkowatych. Obejmuje trzy gatunki. Występują one w niemal całej Europie z wyjątkiem południowych jej krańców oraz na Grenlandii i w północno-wschodniej Kanadzie. W Polsce jedynym przedstawicielem rodzaju jest smółka pospolita Viscaria vulgaris.
Smółka pospolita i V. alpina bywają uprawiane jako rośliny ozdobne. V. alpina wykorzystywana jest w Skandynawii jako indykator złóż miedzi i niklu.
Naukowa nazwa rodzajowa utworzona została na bazie łacińskiego słowa viscum oznaczającego „lep” – w nawiązaniu do lepkich łodyg smółki pospolitej. 

## Morfologia
PokrójRośliny zielne, kłączowe, o pędach nadziemnych prosto wzniesionych lub podnoszących się, zwykle nagie, w górnej części pędów często mniej lub bardziej lepkie.
LiścieUlistnienie naprzeciwlegle, dolne liście (odziomkowe) trwałe. Liście są całobrzegie, nagie lub orzęsione na brzegach.
KwiatyZebrane w wiechę, w obrębie której wyrastają w formie regularnych wierzchotek dwuramiennych, czasem gęsto skupionych. Kwiaty wsparte są błoniastymi przysadkami. Kielich 10-nerwowy, o działkach zrośniętych w długą rurkę, walcowatą do nieco dzwonkowatej. Płatki różowe, czerwone do fioletowych, rzadko białe, całobrzegie lub płytko rozcięte z niewielkim lub całkiem zredukowanym przykoronkiem i wyraźnie odgraniczonym paznokciem. Wewnątrz kwiatów rozwija się 10 pręcików i pojedynczy, górny słupek o długiej szyjce i 5 znamionach (3 u V. asterias). Zdarzają się też kwiaty wyłącznie żeńskie lub wyłącznie męskie.
OwoceJajowate do elipsoidalnych torebki z pięcioma przegrodami w dolnej części, otwierające się 10 ząbkami (6 u V. asterias). Nasiona kulistawo-nerkowate, o łupinie mniej lub bardziej brodawkowatej.

## Systematyka
Pozycja systematyczna
Rodzaj należy do plemienia Sileneae w obrębie rodziny goździkowatych Caryophyllaceae. Jest blisko spokrewniony z rodzajami: słonecznica Heliosperma, Atocion i Eudianthe, przy czym rodzajem siostrzanym jest Atocion. W przeszłości Viscaria łączona bywała z rodzajem firletka Lychnis, który od końca XX wieku włączany jest do rodzaju lepnica Silene. Odrębną pozycję rodzaju Viscaria i jej najbliższych krewnych potwierdziły badania molekularne, ale też analizy filogenetyczne uwzględniające cechy budowy morfologicznej. Rodzaj ten od roślin zaliczanych do rodzaju Lychnis różni m.in. pękanie torebki (owocu) komorowo (u Lychnis wzdłuż szwów dzielących zalążnię na komory).
Wykaz gatunków
- Viscaria alpina (L.) G.Don
- Viscaria asterias (Griseb.) Frajman
- Viscaria × media Fr. ex Svanlund
- Viscaria vulgaris Röhl. – smółka pospolita

V. × media to mieszaniec V. vulgaris i V. alpina w naturze spotykany w Skandynawii. Zaliczany tu bałkański V. asterias wyróżnia się kilkoma specyficznymi cechami (kwiaty skupione główkowato, trzy owocolistki, pylniki zabarwione na fioletowo-brązowo) i w różnych ujęciach był rozmaicie klasyfikowany, ale analizy filogenetyczne potwierdzają jego zagniżdżenie w obrębie rodzaju Viscaria. Ze względu na jego odrębność wyróżniany jest jednak w osobną serię Armeroideae.